# Henry Ormond

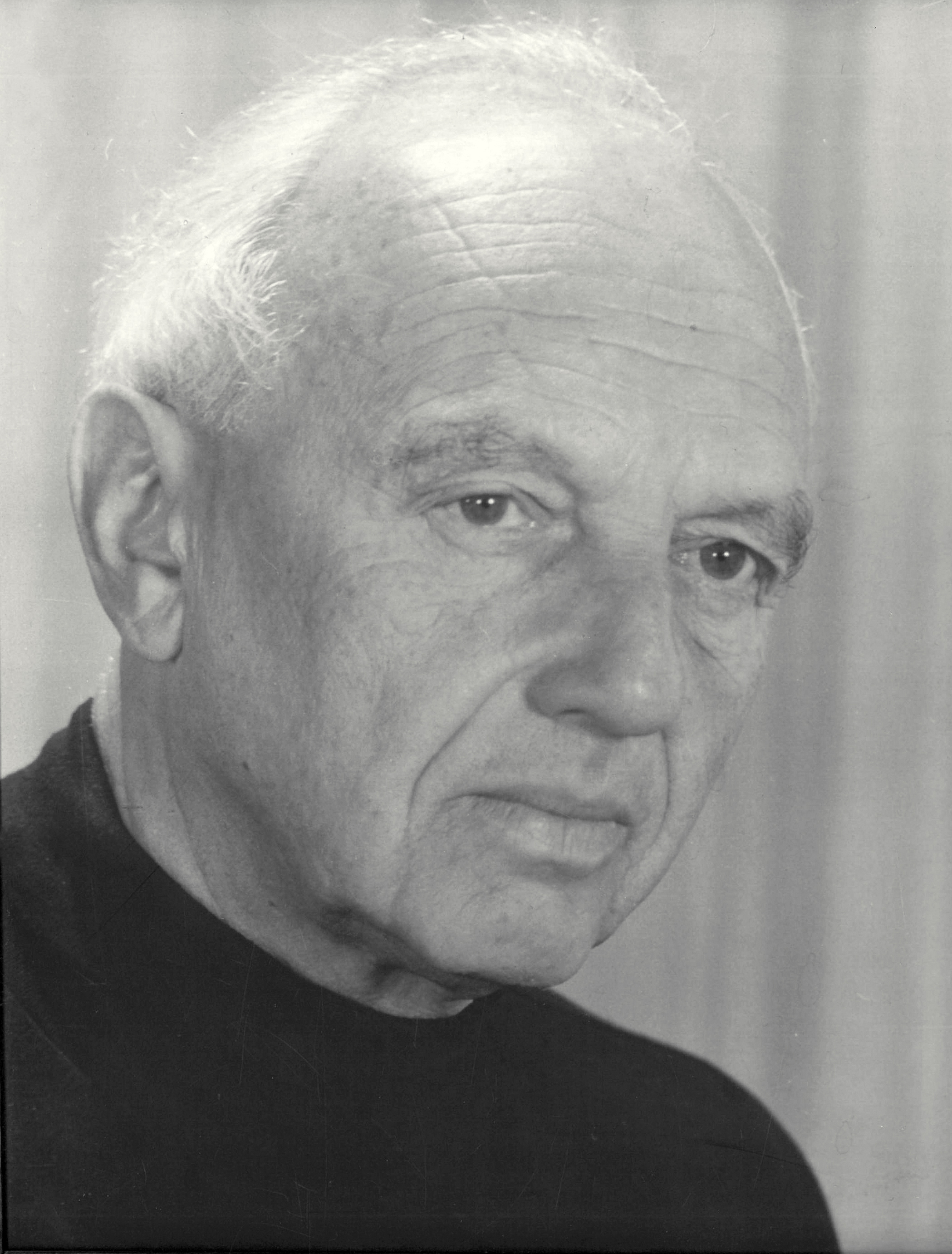
Henry Ormond, ca. 1967

Henry Ormond (* 27. Mai 1901 in Kassel als Hans Ludwig Jacobsohn, nach Adoption im Jahr 1920 Hans Ludwig Oettinger; † 8. Mai 1973 in Frankfurt am Main) war ein deutscher Jurist jüdischer Herkunft. 1946/47 gehörte er als britischer Presseoffizier zu den Gründungsvätern des Nachrichtenmagazins Der Spiegel. Später vertrat er als Rechtsanwalt NS-Opfer vor bundesdeutschen Gerichten.

## Leben
Hans Ludwig Jacobsohn wurde in Kassel als Sohn des Kassler Getreidegroßhändlers Alex Jacobsohn und seiner Frau Amalie Oettinger aus einer Mannheimer Seifenfabrikantenfamilie geboren. Beide Eltern waren Juden, doch offensichtlich spielte die Religion im Elternhaus keine große Rolle.  1906 starb sein Vater an den Folgen einer Blinddarmentzündung und seine Mutter kehrte mit dem Sohn 1907 in ihr Mannheimer Elternhaus zurück. Sie trat zusammen mit ihrem Sohn aus der jüdischen Gemeinde aus und schloss sich der Freireligiösen Gemeinde Mannheim an, zu deren Mitglieder ehemalige Katholiken, Protestanten und Juden gehörten. 1908 starb seine Mutter bei einem Badeaufenthalt auf der Insel Norderney an Typhus. So übernahmen seine Großmutter Jeannette und seine Tante Karoline Luise Oettinger – die selber aufgrund einer Kinderlähmung den Rollstuhl nutzte – die Elternrolle für den kleinen Hans Ludwig. Nach der Adoption durch seine Tante im Jahr 1920 trug er den Nachnamen Oettinger.
Nach dem Besuch der Bürgerschule und des humanistischen Karl-Friedrich-Gymnasiums in Mannheim legte er 1919 das Abitur ab. Für den Militärdienst war er knapp zu jung – was er damals laut den Aussagen seines Sohnes durchaus bedauerte – und so studierte er erst in Heidelberg und dann in Berlin Rechtswissenschaft.
Während seiner Assessorenzeit (1926 – Anfang 1930) ließ er sich für ein Jahr für eine Tätigkeit bei der Rheinischen Treuhand, einer Steuerberatungs-  und Wirtschaftsprüfungsgesellschaft beurlauben. Anfang 1930 wurde er als Beamter auf Lebenszeit erst Staatsanwalt und dann ab November 1932 Richter am Amtsgericht Mannheim.
Nachdem er im Mai 1933 auf der Grundlage des „Gesetzes zur Wiederherstellung des Berufsbeamtentums“ wegen seiner jüdischen Abstammung entlassen worden war, fand er im Sommer 1933 eine Stelle als Prokurist und Justitiar bei dem Frankfurter Kohlehandelsunternehmer Hugo Nirmaier – einem gläubigen Katholiken und Gegner des Nationalsozialismus – bis dieser ihn 1938 auf Druck des NS-Gauwirtschaftsberaters entlassen musste.
Am 12. November 1938 verhaftete ihn die Gestapo im Zuge der Novemberpogrome und verschleppte ihn ins KZ Dachau. Dort entging er dank der Hilfe eines Lagerkameraden knapp dem Erfrierungstod und wurde Mitte März 1939  unter der Auflage, umgehend Deutschland zu verlassen, entlassen. Voraussetzung für die Entlassung war auch, dass das German Emergency Committee, eine britische Quäker Hilfsorganisation, eine Bürgschaft für ihn gestellt hatte, was wiederum Voraussetzung für ein Einreisevisum nach Großbritannien war. Jean Finch, die Tochter eines anglikanischen Pastors, hatte sich beim German Emergency Committee für ihn eingesetzt, nachdem sie bei einem Sanatoriumsaufenthalt in der Schweiz von einer Mannheimer Zimmergenossin von seinem Schicksal erfahren hatte.

### Emigration
Am 21. Juli 1939 konnte er in die Schweiz ausreisen und dann von dort nach Großbritannien weiterreisen, wo ihn die Familie von Jean Finch in ihrem Pfarrhaus als Hausangestellten aufnahmen. Er wurde jedoch bald von der britischen Regierung als „feindlicher Ausländer“ in Kanada interniert.  Als er nach 14 Monaten aus der Internierung entlassen wurde, meldete er sich als Soldat für die britische Armee und heiratete am 16. August 1941 seine Lebensretterin Jean Finch. Am 23. Juli 1943 nahm er auf Anraten seiner militärischen Vorgesetzten den Namen Henry Lewis Ormond an. Sie befürchteten Nachteile für ihn, falls er im Laufe des Krieges in deutsche Kriegsgefangenschaft geraten sollte.
Bei Kriegsende kehrte er als britischer Besatzungsoffizier nach Deutschland zurück. In der Information Service Division arbeitete Ormond im Rang eines Stabsfeldwebels zunächst in Hannover als Presseoffizier und gehörte gemeinsam mit John Seymour Chaloner, Harry Bohrer und Rudolf Augstein zu den Gründern der Zeitschrift Diese Woche, die nach sechs Ausgaben 1947 in das Magazin Der Spiegel umgewandelt wurde.

### Anwalt von NS-Opfern
Im April 1950 ließ sich Ormond als Rechtsanwalt in Frankfurt am Main nieder und konzentrierte seine Tätigkeit auf Entschädigungs- und Rückerstattungsverfahren für NS-Opfer und auf die Verfolgung der NS-Täter. Er vertrat Norbert Wollheim im ersten Musterprozess für Zwangsarbeiter gegen die IG Farben i.L., in dem er auf Erstattung vorenthaltenen Arbeitslohns und Schadensersatz klagte. Nach knapp zweijähriger Verhandlung gab das Gericht Wollheim Recht und verurteilte die I.G. Farben 1953 zur Zahlung von 10.000 DM. Das Berufungsverfahren vor dem Oberlandesgericht Frankfurt am Main endete 1958 mit einem Vergleich zwischen der I.G. Farben einerseits und Wollheim sowie der Jewish Claims Conference andererseits; insgesamt wurden 30 Millionen DM an ehemalige Zwangsarbeiter der I.G. Farben im KZ Auschwitz-Monowitz gezahlt.
In zahlreichen Strafprozessen vertrat Ormond NS-Opfer bzw. ihre Angehörigen als Nebenklägervertreter. So trat er im ersten Auschwitzprozess 1963 bis 1965 für 15 Nebenkläger auf. Am 8. Juni 1964, zu diesem Zeitpunkt lief der Prozess seit einem halben Jahr, beantragte Ormond eine Ortsbesichtigung in Auschwitz. Gegen Bedenken der Justizministerien in Wiesbaden und Bonn – zu Polen bestanden damals keine diplomatischen Beziehungen – wurde der Augenschein, nachdem Polen in den Ortstermin eingewilligt hatte, am 14. Dezember 1964 durchgeführt. Die Besichtigung des Tatorts hatte nach Berichten von Beobachtern nachhaltige Wirkung auf die Beteiligten des Prozesses wie auf die deutsche Öffentlichkeit.
Neben seiner Tätigkeit als Rechtsbeistand von NS-Opfern betätigte er sich in Hilfsorganisationen für Israel.
Henry Ormond verstarb 1973 während eines Plädoyers im Gerichtssaal an einem Herzinfarkt.

## Nachlass
Henry Ormonds Nachlass wird im Archiv des Fritz Bauer Instituts in Frankfurt am Main aufbewahrt. Weitere Teilnachlässe finden sich im Institut für Zeitgeschichte in München und in der Gedenkstätte Yad Vashem in Jerusalem.

## Veröffentlichungen
- Zwischenbilanz im Auschwitz-Prozeß. In: Tribüne Bd. 3. 1964, S. 1183–1190.
- Rückblick auf den Auschwitz-Prozess. In: Tribüne Bd. 4. 1965, S. 1723–1728.
- Plädoyer im Auschwitz-Prozess von Henry Ormond am 24.5.1965. München 1965.
- Replik des Rechtsanwalts Henry Ormond im Auschwitz-Prozess. In: Frankfurter Hefte Bd. 20. 1965, S. 827–837.
- Auschwitz-Ausstellung Hannover vom 17. November 1965 bis 14. Dezember 1965. Ansprache in der Feierstunde zur Eröffnung der Auschwitz-Ausstellung am Mittwoch, dem 17. November 1965. Hannover 1965.
- Von der Ideologie der Unmenschlichkeit zur Lüge vom Befehlsnotstand. In: Henry Ormond, Gerd-Klaus Kaltenbrunner: Rassenmystik, Mordpraxis, Neonazismus. München 1967, S. 1–37.
- Nazi crime and German law. In: The Wiener Library bulletin Bd. 21. 1967, Nr. 1, S. 16–21.